# Václav Pilař
Václav Pilař (Chlumec nad Cidlinou, 13 de outubro de 1988) é um futebolista tcheco, que joga como atacante. Atualmente, defende o Viktoria Plzeň, da República Tcheca.

## Carreira
Estreou pela seleção tcheca num empate em 0 a 0 com o Peru, em 2011. Marcou o primeiro gol da equipe na Eurocopa de 2012, na derrota por 4 a 1 para a Rússia.